# نلی سیوبانو
نلی سیوبانو (به انگلیسی: Nelly Ciobanu) (زاده ۲۸ اکتبر ۱۹۷۴) خواننده اهل مولداوی است.
او در مسابقه آواز یوروویژن ۲۰۰۹ نماینده مولداوی بود.